# Conacul Gheorghe D. Hariton
Conacul Gheorghe D. Hariton este un monument de arhitectură situat în arealul actualului județ Buzău în satul de reședință al comunei Săhăteni. Clădirea, construită în 1930 se află pe Lista monumentelor istorice din România la codul BZ-II-m-B-02472.

## Istoric
În perioada comunismului, conacul fost naționalizat și transformat în centru de agrement pentru membrii CAP local (s-au amenajat un teren de sport și un cinematograf). A urmat ulterior o etapă în care aici au funcționat birourile, cantina și alte anexe ale CAP, iar după desființarea acestuia în 1990, clădirea a fost abandonată.